# ウジェーヌ・ロースト
ウジェーヌ・オーギュスタン・ロースト（Eugène Augustin Lauste、1857年1月17日 - 1935年6月27日）は、映画史の技術的発展に貢献したフランスの発明家。モンマルトルに生まれ、アメリカ合衆国ニュージャージー州モントクレアで没した。
ローストは、23歳までに53件のフランスの特許を取得していた。1886年にアメリカ合衆国へ移民して、フランス生まれだったウィリアム・ケネディ・ローリー・ディクソンの助手として、トーマス・エジソンの研究所で働くようになった。ローストは、映画投影機の主要な先駆者となったキネトスコープの開発に貢献したが、その発明自体はエジソンによるものとされることになった 。ローストは、1892年にエジソンの下を離れた。
ローストは、ガソリンを燃焼させるエンジンの着想にも取り組み、1890年代には実際に動作する模型も開発していたが、そんなに騒音が大きい機械は広く使われるようにはならないと言われて開発を断念した。続いてローストは、ウッドヴィル・レイサム少佐と組んで、彼の下でエイドロスコープ (Eidoloscope) を開発し、レイサム・ループ (Latham loop) の設計を支援した。後年、ディクソンは、このループの発明をローストの功績だと述べていた。
エイドロスコープは、1895年4月21日に報道陣に公開され、5月20日には有料での一般公開がおこなわれて、ロウアー・ブロードウェイの店舗で、5月4日に開催されたグリフォ対バーネットの懸賞ボクシング試合の様子をマディソン・スクエア・ガーデンの屋根から撮影した映像が上映された。カメラの内部に組み込まれたレイサム・ループのおかげで、試合全体が連続した1巻のフィルムに撮映された。その年の夏、ローストは、コニー・アイランドのテントで、映画の定期上映をおこなった。
1896年、ローストは、アメリカン・バイオグラフ・カンパニーに参加し、4年間を過ごした後、イングランドのブリクストンへ移り住んだ。1904年、ローストは、自身初のサウンド・オン・フィルムの模型を準備した。1906年8月11日、彼は、オーストラリア人のロバート・R・ハインズ (Robert R. Haines)、イギリス人のジョン・S・プレッツ (John S. Pletts) とともに、イギリスの特許を申請し、彼らの申請は1907年に特許番号 18057 として認められたが、それは「人や物の動きと、それが生じさせる音を、同時に記録し、再生させる仕組み (a process for recording and reproducing simultaneously the movements or motions of persons or objects and the sounds produced by them)」であり、セルロイド製の35ミリフィルムに映像のフレームと、サウンドトラックの両方を載せるものであった。1911年、ローストは発声映画をアメリカ合衆国で披露したが、これはおそらく、サウンド・オン・フィルムの技術を用いたアメリカで最初の映画上映であった。しかし、彼がこの仕組みをより大々的に売り出す前に、第一次世界大戦が始まってしまった。
1928年から、死去するまで、ローストは、ベル電話研究所のコンサルタントであった。ローストは、妻メラニー (Melanie) との間に一人息子エミール (Emile) がおり、また、妻の連れ子である義理の息子たちふたり、クレメント (Clement) と ハリー・E・リロイ (Harry E. LeRoy) がいた。